# 알케미아 스토리

공식 홈페이지
[https://www.youtube.com/@bemmo_c/ ASOBIMO,Inc. 유튜브

《알케미아 스토리》 (アルケミアストーリー)는 2017년 11월 30일 ASOBIMO,Inc. 에서 개발하여 퍼블리싱 중인 실시간 턴제 3D JRPG이다.
플레이어와 이를 보조하는 YOME 라는 두 명의 모험가가 알케미아 세계관을 여행하며 벌어지는 사건 사고들과 운명에 대한 스토리를 담고있다.

## 시스템
공격 / 방어 / 각종 수치 적용에 대한 연구 [문서]

## 몬스터 & 보스
이름 / 체력 / 스킬 / 장소 / 경험치 / 획득(률) / 쓰러짐 시간 / 상세 에 대한 [문서]

## 맵 & 던전
이름 / 채집 / 보물 / npc / 해금 조건 / 출현 몹 / 평균 체력 / 평균 경험치 / 획득 목록 / 상세 에 대한 [문서]

## 아이템 & 장비
이름 / 획득처 / 사용처 / 재료 / 효과 / 최대 강화 / 최대 돌파 / 부가 효과 / 상세 에 대한 [문서]

## 스킬 & 패시브
이름 / 효과 / 조건 / 획득 / 상세 에 대한 [문서]

## 퀘스트 & 스토리
이름 / 요구 사항 / 보상 / 스토리 / 해금 조건 / 상세 에 대한 [문서]